# ミゲル・フアン・ジャンブリチュ
ミゲロン（Miguelón）ことミゲル・フアン・ジャンブリチュ（Miguel Juan Llambrich、1996年1月18日 - ）は、スペイン・ベニドルム出身のサッカー選手。CDエルデンセ所属。ポジションはDF。

## クラブ経歴
ビジャレアルCFでプロデビュー。
2019年7月11日、SDウエスカへのレンタルが発表された。
2020年8月25日、セグンダ・ディビシオンに降格したRCDエスパニョールにレンタル移籍した。
2021年6月2日、RCDエスパニョールは買取オプションを行使し、完全移籍を発表した。
2022年7月11日、2022-23シーズンはセグンダ・ディビシオンのレアル・オビエドへとレンタル移籍することが決定した。
2023年9月1日、CDエルデンセに加入し、1年契約を結んだ。